# Glückstadt
Glückstadt (dánul: Lykstad) város Németországban, Schleswig-Holstein tartományban. Lakosainak száma 10 987 fő (2023. december 31.). Glückstadt Stade, Kollmar és Engelbrechtsche Wildnis községekkel határos.

## Története

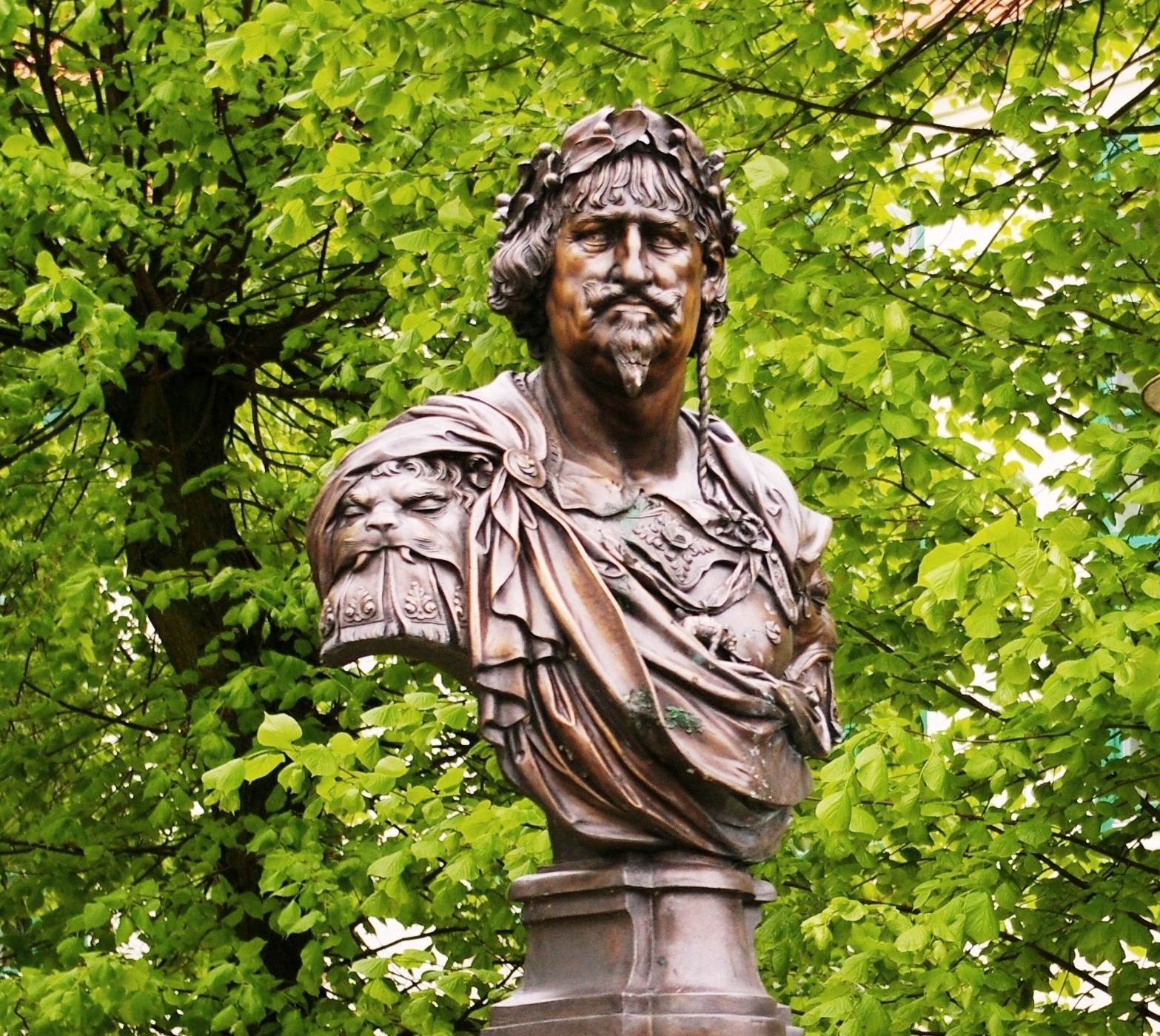
IV. Keresztély király emlékműve

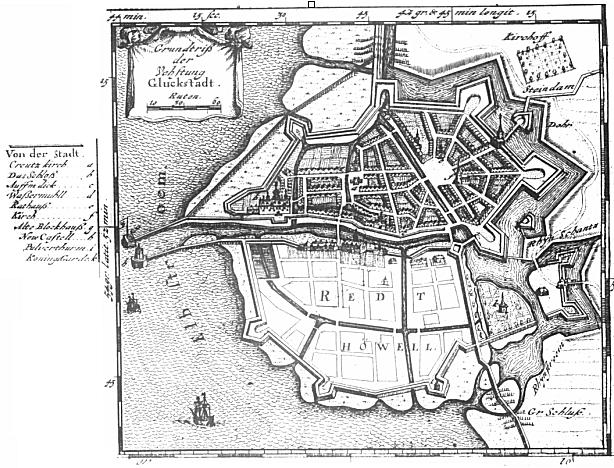
Glückstadt az erőddel és a kastéllyal 1652-ben

Glückstadtot 1617-ben IV. Keresztély (Dánia és Norvégia királya) alapította, hogy ellenpontot nyújtson a növekvő Hamburgnak. Az erőd, amelynek bővítését 1619-től erőteljesen folytatták, a harmincéves háborúban bevált. Glückstadt maradt az egyetlen erőd Schleswig-Holsteinban, amelyet a háború alatt nem lehetett ostrom által legyőzni. 1649-ben Schleswig és Holstein királyi részeinek kormánykancelláriáját Flensburgból Glückstadtba helyezték át, így Glückstadt lett a közigazgatási központ. 1713-ban a funkció Holstein királyi részeire korlátozódott és 1773-ban kiterjesztették Holstein hercegi részeire.
Glückstadt városának területét 1974. január 1-jén bővítették a szomszédos Blomesche Wildnis, Borsfleth, Engelbrechtsche Wildnis és Herzhorn települések átsorolásával.

## Városrészei
A város a magvároson kívül a Bole, Butendiek, Kimming, Nord, Gewerbegebiet és Tegelgrund körzetekből, valamint Nordmarksiedlung, Hans-Böckler-Siedlung és Temming-Siedlung részekből áll.

## Népesség
A település népességének változása:
| Lakosok száma | 12 159 | 11 150 | 11 228 | 11 143 | 11 069 | 11 069 | 10 779 | 10 719 | 10 885 | 10 987 |
|               | 1975   | 2014   | 2015   | 2017   | 2018   | 2019   | 2020   | 2021   | 2022   | 2023   |

## Híres Glückstadtiak
- Ludwig von Rönne (1804–1891), jogtudós
- Iris Arlan (1901–1985), színésznő
- Willi Holdorf (1940–2020), Olympiasieger (hivatalosan a Blomesche Wildnis közösségben született, de egy olyan részen, amely beépült Glückstadtba)

## Képek

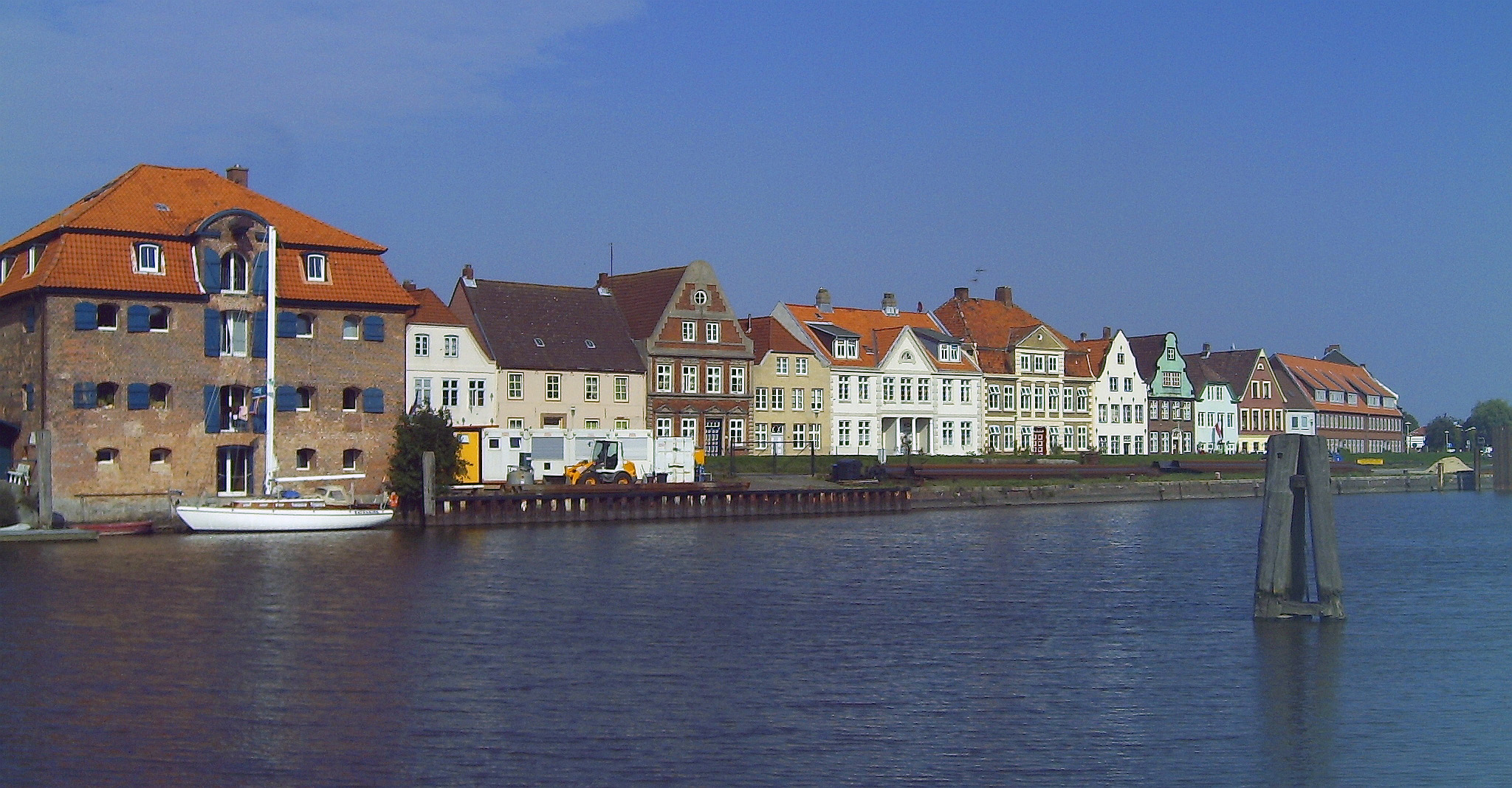
Házsor a kikötőnél
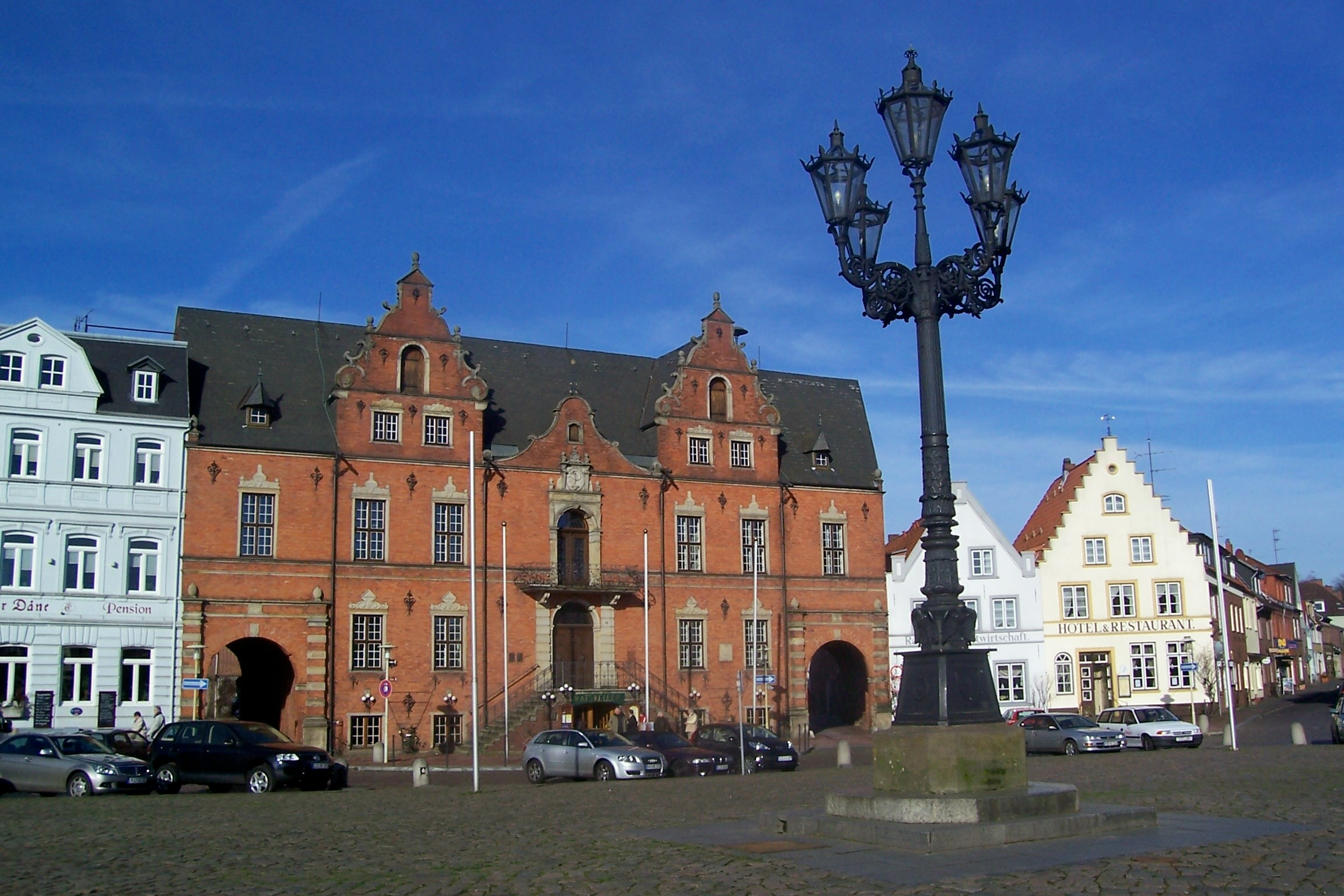
piactér és városház
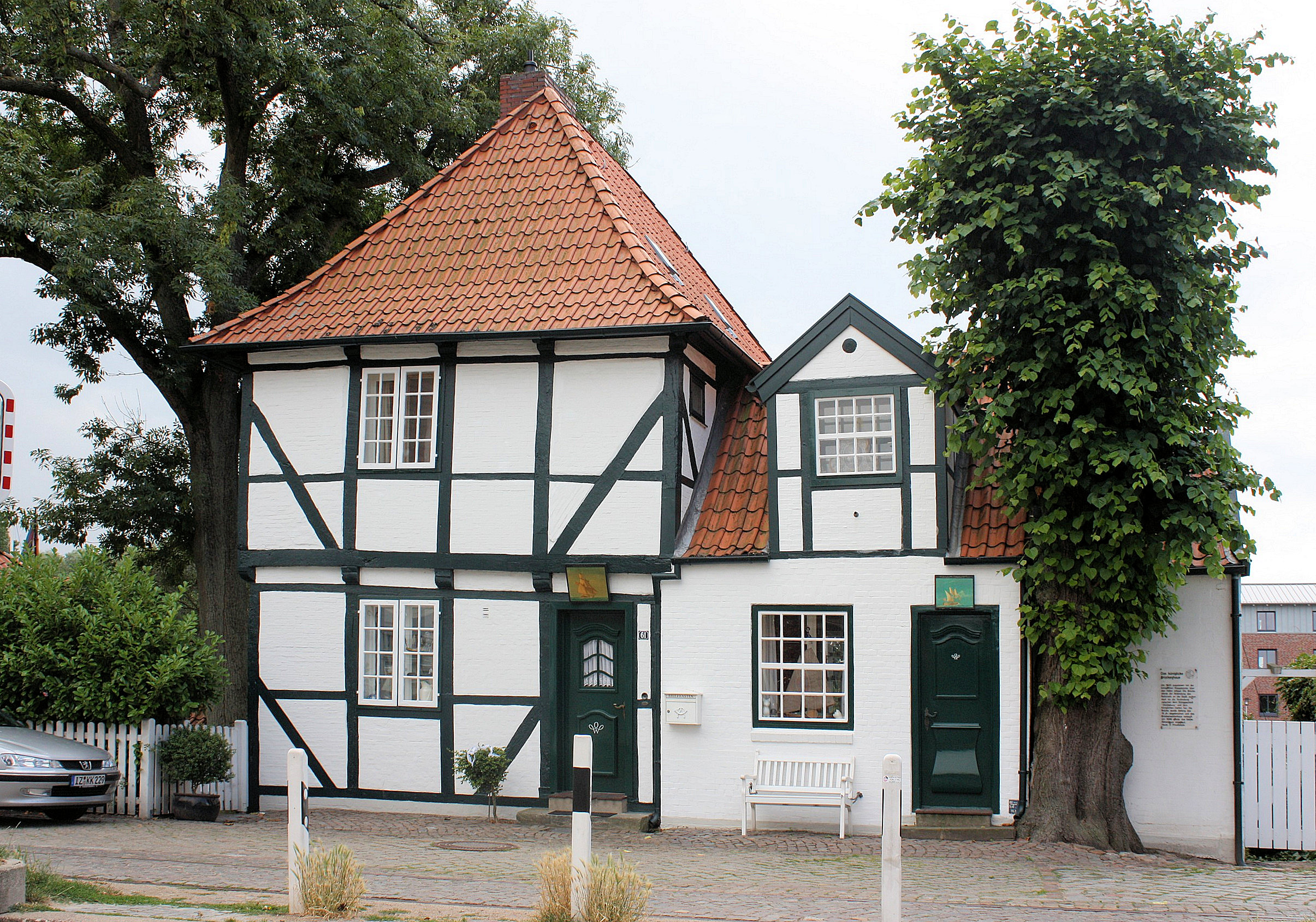
Brückenhaus
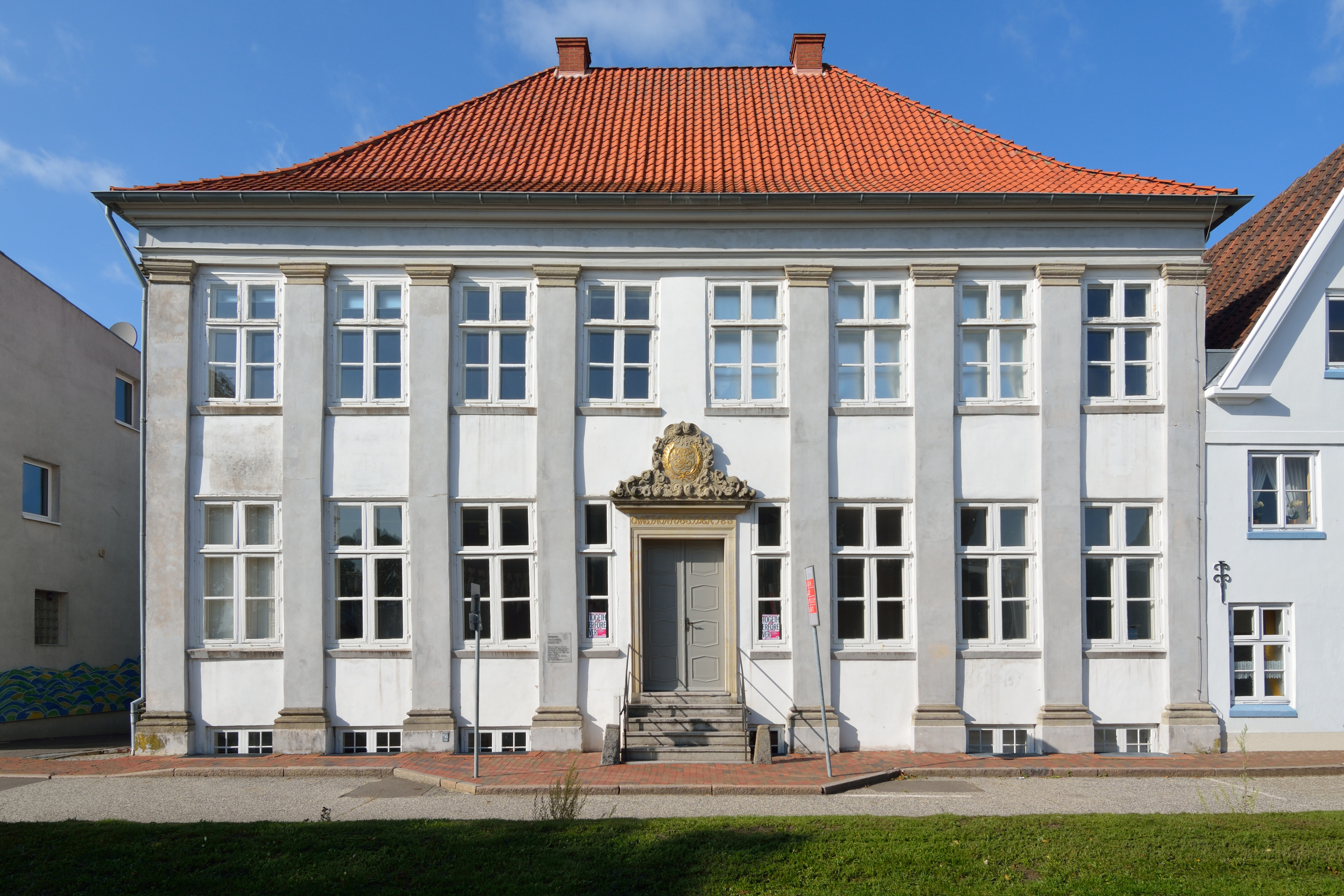
Palais Quasi non Possidentes
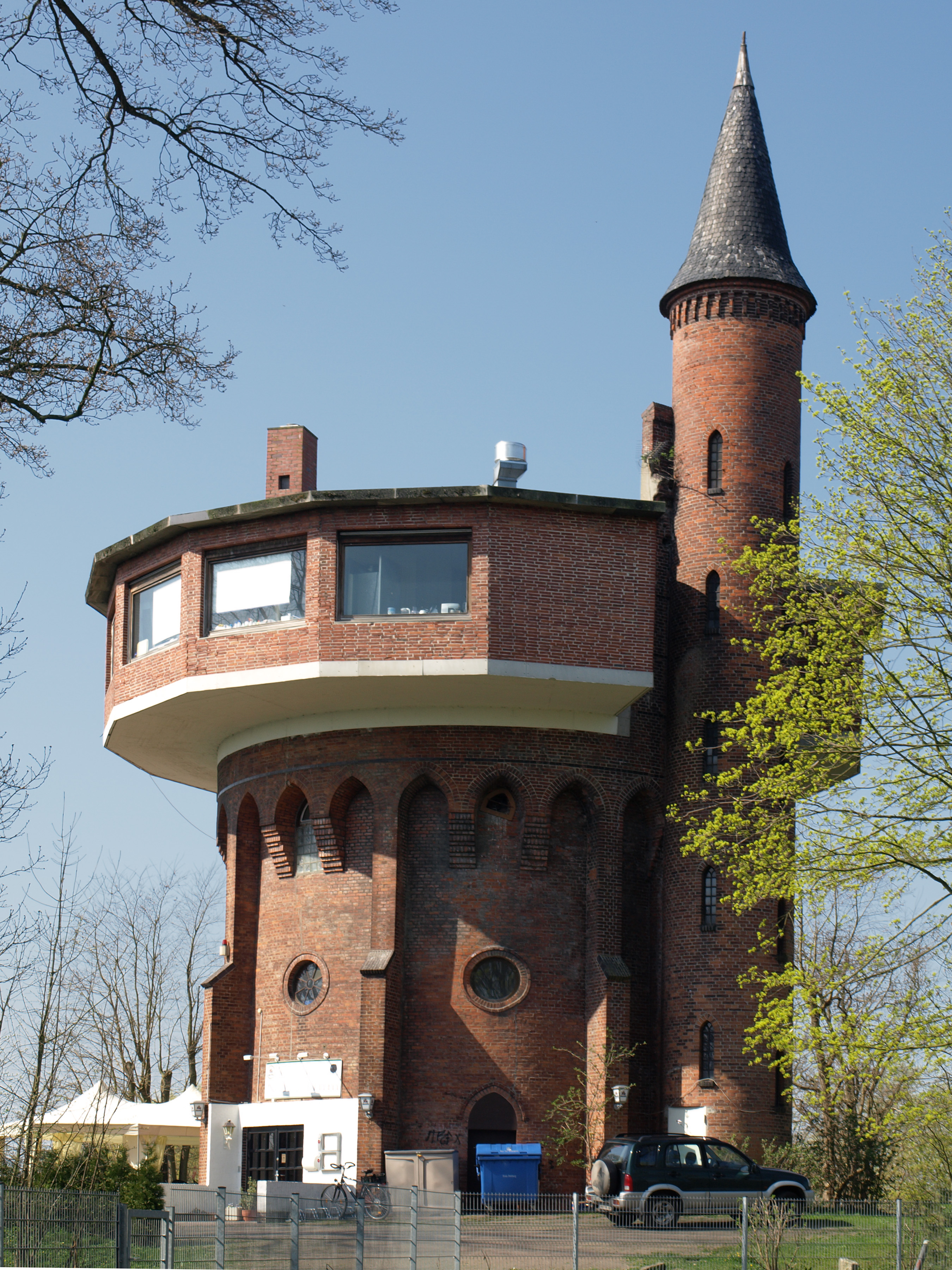
A víztorony
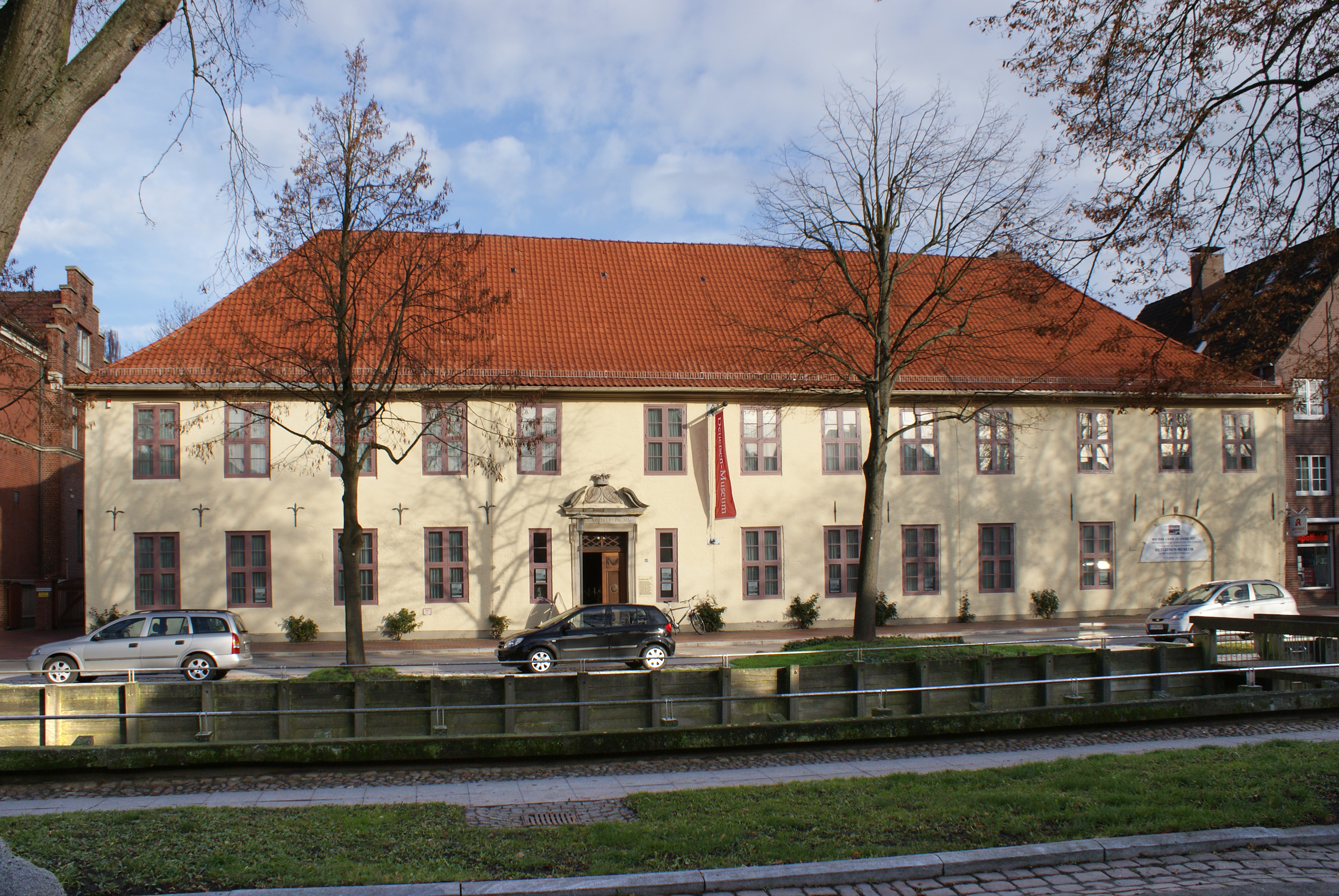
Brockdorff-Palais
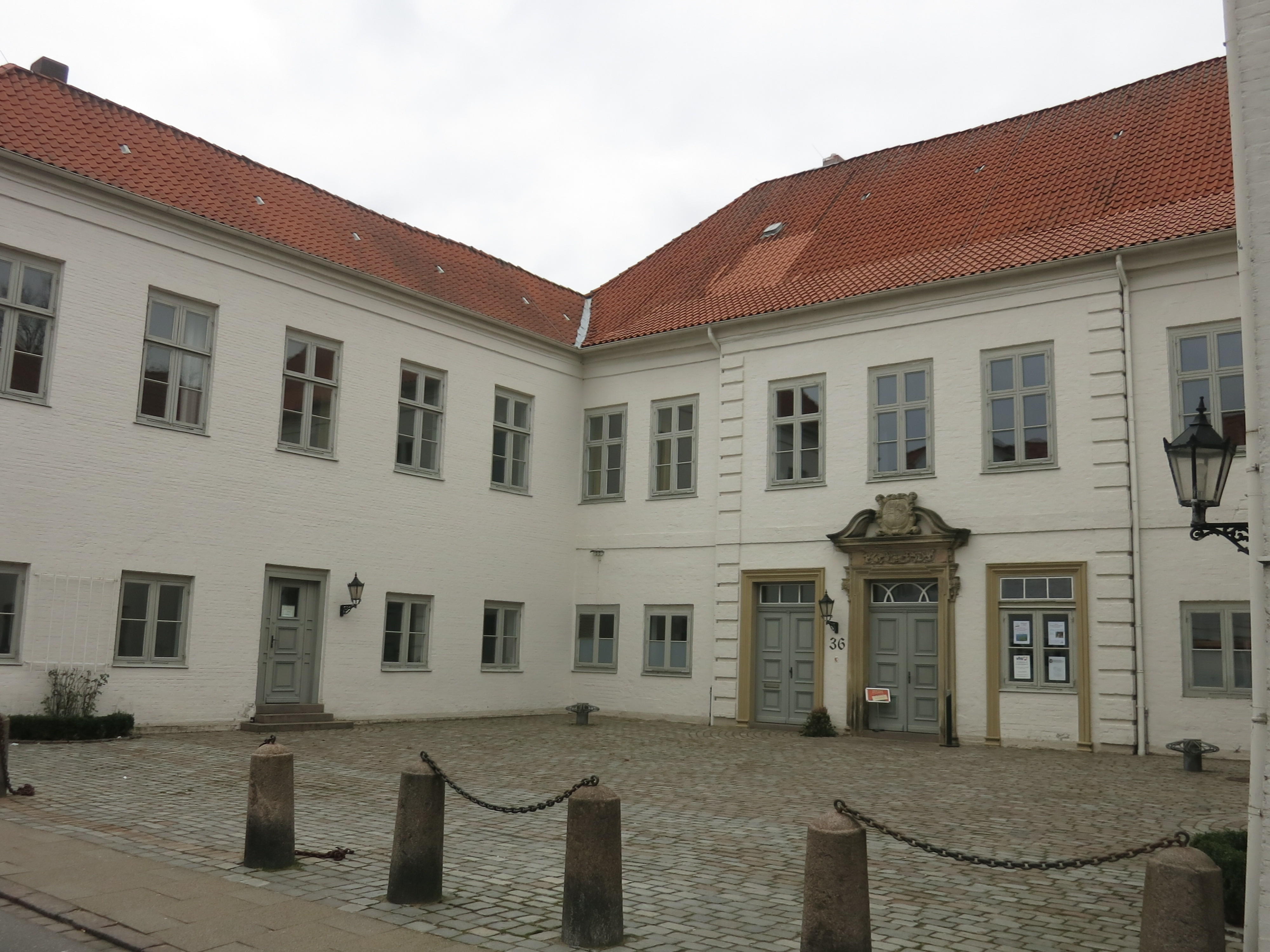
Wasmer-Palais
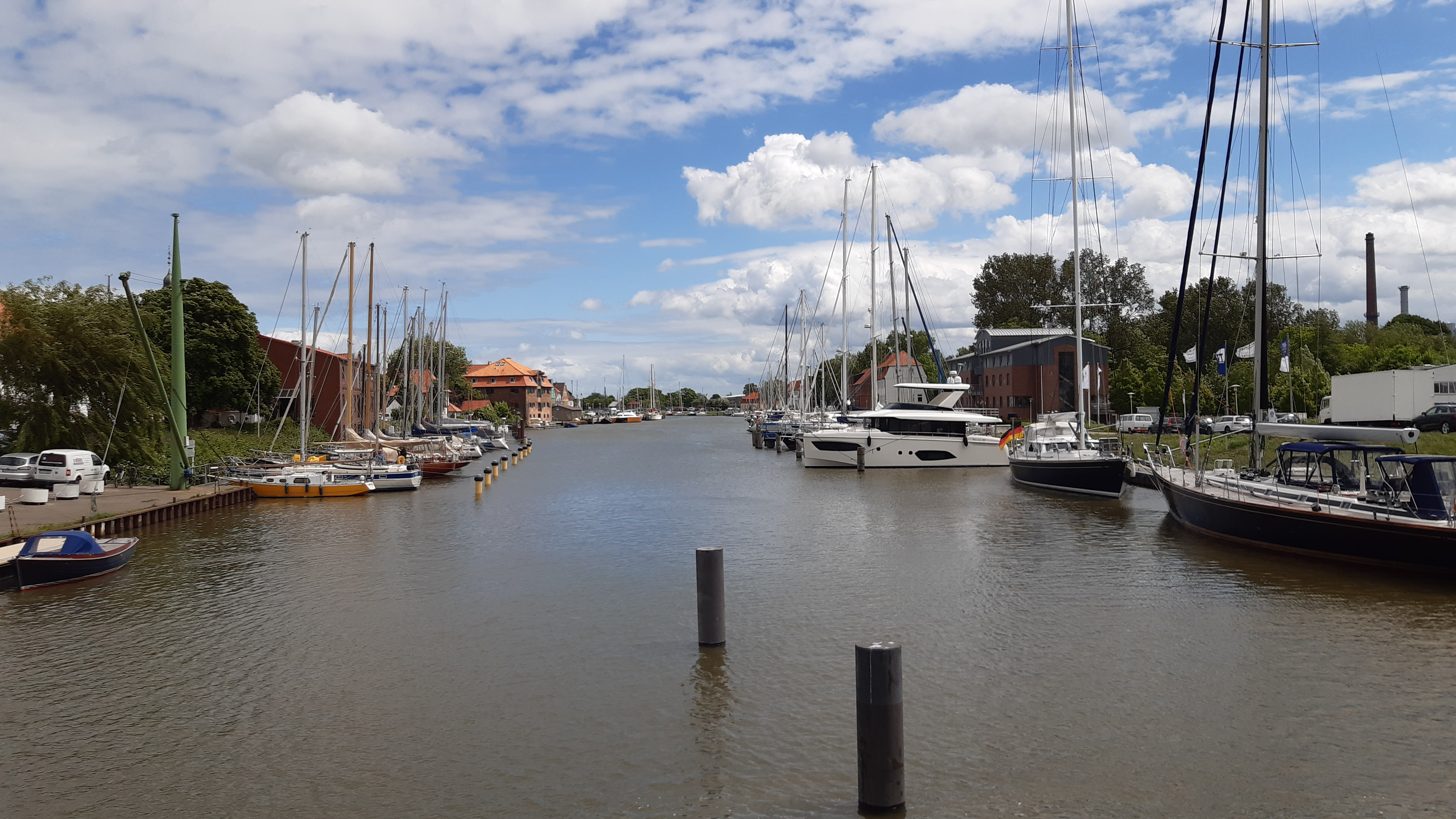
A kikötő
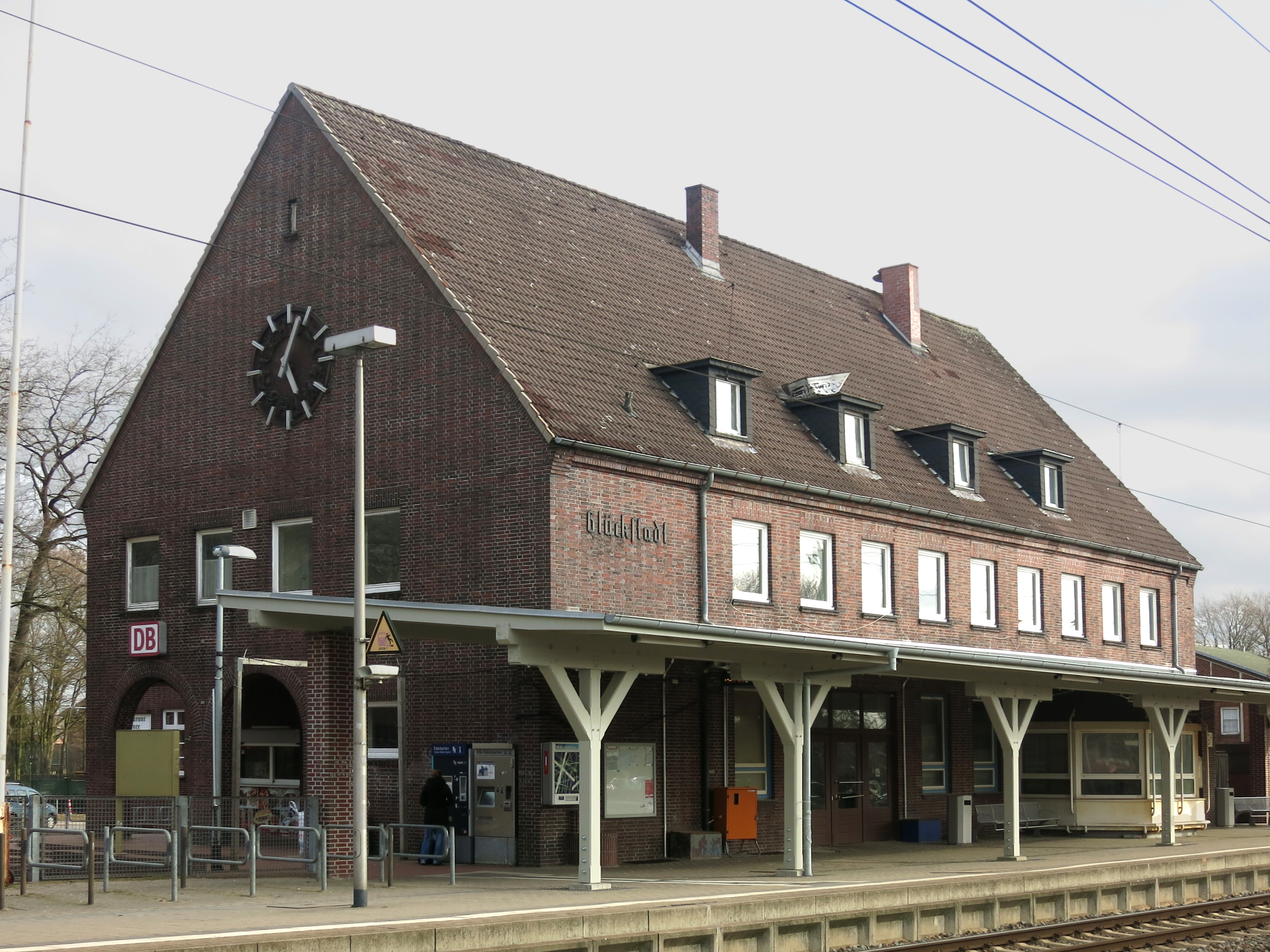
Az állomás
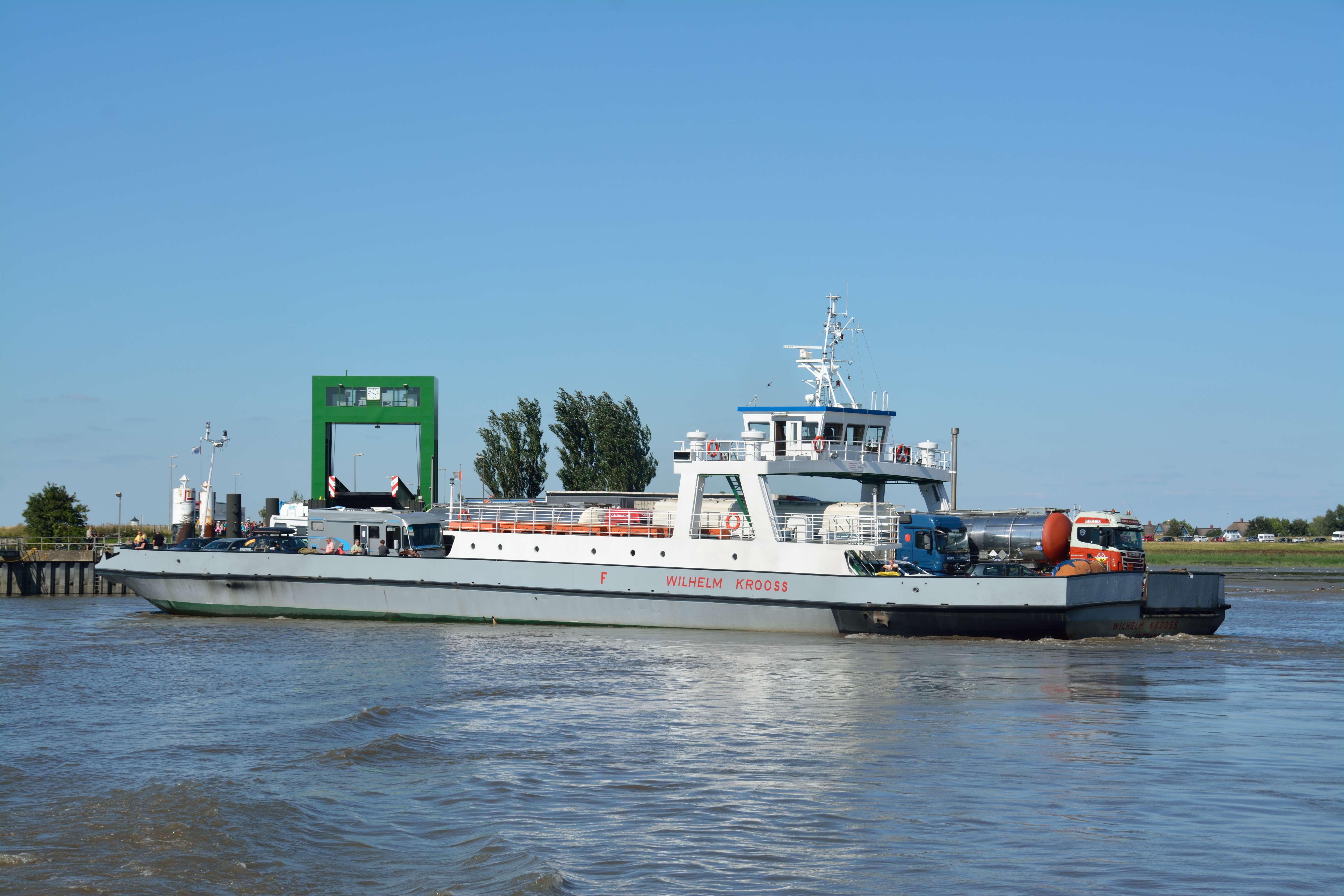
A komp

## Fordítás
- Ez a szócikk részben vagy egészben  a   Glückstad című német Wikipédia-szócikk fordításán alapul.  Az eredeti cikk szerkesztőit annak laptörténete sorolja fel. Ez a jelzés csupán a megfogalmazás eredetét és a szerzői jogokat jelzi, nem szolgál a cikkben szereplő információk forrásmegjelöléseként.